# ميليتو دي نابولي
ميليتو دي نابولي (Melito di Napoli) مدينة إيطالية في مقاطعة نابولي ضمن إقليم كامبانيا جنوب البلاد، تقع على بعد حوالي 9 كم شمال مدينة نابولي. يبلغ عدد سكانها 36,031 ومساحتها 3.7 كم ².

## السكان
في سنة 1861 بلغ عدد السكان 3٬967 نسمة، وتطور العدد ليصل في سنة 2011 لـ 36٬933 نسمة.
يظهر هذا المخطط البياني تطور النمو السكاني لـ ميليتو دي نابولي